# Cel·la de Wigner-Seitz
La cel·la de Wigner–Seitz és un tipus de cel·la primitiva de Voronoi de l'espai real emprada per estudiar la matèria cristal·lina al camp de la física de l'estat sòlid. La cel·la de Wigner–Seitz al voltant d'un nus de la xarxa es defineix com la regió de l'espai que és més propera a aquell nus de la xarxa que a altres nusos. Rep el seu nom de Eugene Wigner i Frederick Seitz.

Cel·la de Wigner-Seitz per a diferent angles d'una xarxa.

## Propietats
Una cel·la Wigner-Seitz conté un sol nus de la xarxa, és a dir, és una cel·la primitiva. Com totes les altres cel·les primitives, conté tots els elements de simetria del cristall. Es pot demostrar matemàticament que la cel·la de Wigner–Seitz és una cella primitiva que ocupa tot l'espai real sense deixar cap forat ni sobreposant-se.

Construcció d'una cel·la Wigner–Seitz.

Gràficament, la cel·la es pot construir triant un nus de la xarxa a l'atzar i dibuixant línies que l'uneixin amb els nusos veïns. Al punt mig de cada línia, es traça una recta normal. Dit d'una altra forma, es construeix un diagrama de Voronoi. En un cas tridimensional, es traça un pla perpendicular a les línies que uneixen els nusos. Aquest mètode produeix l'àrea o volum més petit possible que defineixi l'estructura periòdica. L'anàleg en l'espai recíproc és la zona de Brillouin.
Cada tipus de xarxa de Bravais té un tipus de cel·la Wigner-Seitz diferent.